# Ривердејл (Ајова)
Ривердејл (енгл. Riverdale) град је у америчкој савезној држави Ајова. По попису становништва из 2010. у њему је живело 405 становника.

## Демографија
Према попису становништва из 2010. у граду је живело 405 становника, што је -251 (-38.3%) становника више него 2000. године.
| Група             | 2000.       | 2010.       |
| Белци             | 631 (96,2%) | 394 (97,3%) |
| Афроамериканци    | 4 (0,6%)    | 1 (0,2%)    |
| Азијати           | 1 (0,2%)    | 0 (0,0%)    |
| Хиспаноамериканци | 15 (2,3%)   | 6 (1,5%)    |
| Укупно            | 656         | 405         |